# Lamborghini Egoista
Lamborghini Egoista — концепт-кар, созданный в единственном экземпляре в честь 50-летнего юбилея компании Lamborghini в 2013 году. Дизайном Lamborghini Egoista занималась команда дизайнеров Volkswagen Group — Алессандро Дамброзио и Штефан Зилафф под руководством Вальтера Де Сильвы. Egoista дебютировала 11 мая 2013 года в Сант-Агата-Болоньезе на мероприятии, посвящённом празднованию 50-летия компании Lamborghini. Является полностью функционирующей машиной, построенной на базе модели Gallardo.

## История
По замыслу Вальтера Де Сильвы, руководившего разработкой концепта, Egoista представляет собой «гедонизм доведённый до крайности». Egoista дебютировала 11 мая 2013 года в Сант-Агата-Болоньезе на мероприятии, посвящённом празднованию 50-летнего юбилея компании Lamborghini. В 2014 году единственный экземпляр этой модели по-прежнему находился в рабочем состоянии и был доступен для постоянного публичного обозрения в музее компании Lamborghini.

## Технические характеристики
Egoista была построена на базе модели Gallardo. Она оснащена расположенным посередине атмосферным бензиновым десятицилиндровым двигателем объёмом 5,2 л и мощностью 600 л. с. Материалы, используемые в конструкции автомобиля, включают, в частности, алюминий и углеродное волокно. Верхняя часть концепт-кара оснащена активными закрылками, встроенными в кузов, которые двигаются в зависимости от условий движения, обеспечивая тем самым оптимальный баланс между лобовым сопротивлением и прижимной силой. Две части заднего антикрыла автоматически поднимаются на высоких скоростях для повышения устойчивости автомобиля, а два ряда воздухозаборников на капоте обеспечивают охлаждающий поток воздуха к двигателю.

## Дизайн

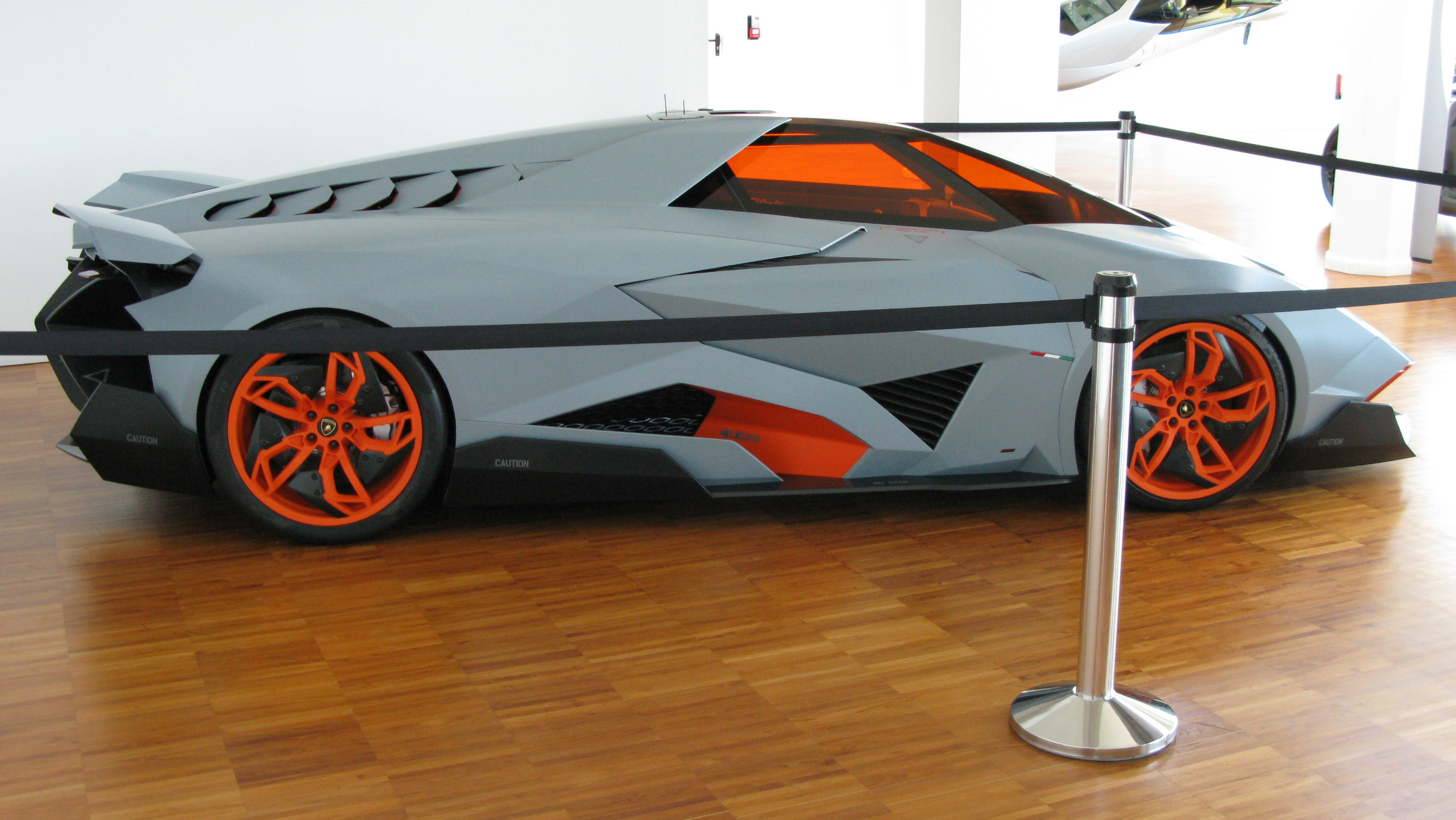
Lamborghini Egoista, вид сбоку

Дизайном Lamborghini Egoista занималась команда дизайнеров Volkswagen Group — Алессандро Дамброзио и Штефан Зилафф под руководством Вальтера Де Сильвы. Алессандро был ответственным за экстерьер, а Штефан — за интерьер автомобиля.
Если посмотреть на Egoista в профиль, то можно разглядеть силуэт готового к броску быка с опущенными рогами. Этот «бык» приближается к передним колёсам, придавая дизайну ещё больше футуристичной динамики. У Egoista нет традиционных фар. Вместо них в её дизайне используются светодиодные габаритные огни, которые расположены со всех сторон автомобиля (спереди, сзади, по бокам и сверху), включая крышу, на которой расположены красный и зелёный фонарь, что больше похоже на систему огней самолёта, чем дорожного транспортного средства.
В кабине Egoista размещены одно гоночное сидение с четырёхточечным ремнём безопасности, подушки безопасности, дисплей приборной панели и переключатели, количество которых сведено к минимуму. Выделяющейся деталью в кабине является проекционный дисплей, характерный для реактивных истребителей. Он установлен над приборной панелью. Дверь, представляющая собой стеклянный колпак, является верхнеподвесной. Она в сочетании с остальной частью автомобиля создаёт единую техническую, механическую и аэродинамическую единицу. Для того чтобы выйти из автомобиля, водителю необходимо снять рулевое колесо, поднять стеклянный колпак, встать, пересесть на специальное место на левой части кузова, после чего необходимо перекинуть ноги на улицу и покинуть кабину.